# Aurora (contea di Erie, New York)
Aurora è una città della contea di Erie nello Stato di New York, negli Stati Uniti. La popolazione era di 13 943 al censimento del 2020. È una delle cosiddette "Southtowns" della contea di Erie ed è anche chiamata erroneamente "East Aurora", il nome del suo villaggio principale. La città è situata nella parte centrale della contea, a sud-est di Buffalo.
Il Seminario Cristo Re si trova nella parte settentrionale della città.

## Storia
La città è stata fondata nel 1818 per emancipazione dalla cittadina (oggi non più esistente) di Willink, che un tempo copriva tutta la parte meridionale della contea di Erie. A seguito di un referendum, gli abitanti votarono per cambiare il nome in "Aurora", per dimostrare la loro insoddisfazione nei confronti della Holland Land Company e dei suoi azionisti, tra cui Willem Willink.